# Syntaphus wheeleri
Syntaphus wheeleri är en myrart som beskrevs av Horace Donisthorpe 1920. Syntaphus wheeleri ingår i släktet Syntaphus och familjen myror. Inga underarter finns listade i Catalogue of Life.